# Ctenogobius stigmaturus
Ctenogobius stigmaturus är en fiskart som först beskrevs av George Brown Goode & Tarleton Hoffman Bean 1882.  Ctenogobius stigmaturus ingår i släktet Ctenogobius och familjen smörbultsfiskar. Inga underarter finns listade i Catalogue of Life.